# هينكلي
هينكلي (بالإنجليزية: Hinckley, Minnesota)‏ هي مدينة تقع في ولاية مينيسوتا في الولايات المتحدة. تبلغ مساحة هذه المدينة 9.92 (كم²)، وترتفع عن سطح البحر 315 م، بلغ عدد سكانها 1800 نسمة في عام 2010 حسب إحصاء مكتب تعداد الولايات المتحدة.

## التركيبة السكانية
قام مكتب تعداد الولايات المتحدة بتحديد بيانات التركيبة السكانية لهينكليفي تعداد الولايات المتحدة. في ما يلي، التركيبة السكانية حسب تعدادي 2000 و2010.

### تعداد عام 2000
بلغ عدد سكان هينكلي 1,291 نسمة بحسب تعداد عام 2000، وبلغ عدد الأسر 551 أسرة وعدد العائلات 332 عائلة مقيمة في المدينة. في حين سجلت الكثافة السكانية 454.3 نسمة لكل ميل مربع (175.4/كم2). وبلغ عدد الوحدات السكنية 614 وحدة بمتوسط كثافة قدره 216.0 نسمة لكل ميل مربع (83.4/كم2).
وتوزع التركيب العرقي للمدينة بنسبة 91.87% من البيض و 5.81% من الأمريكيين الأصليين و 0.70% من الأمريكيين ذوي الأصول الآسيوية و 0.15% من الأمريكيين الأفارقة و 1.39% من عرقين مختلطين أو أكثر.
بلغ عدد الأسر 551 أسرة كانت نسبة 33.9% منها لديها أطفال تحت سن الثامنة عشر تعيش معهم، وبلغت نسبة الأزواج القاطنين مع بعضهم البعض 39.2% من أصل المجموع الكلي للأسر، ونسبة 17.2% من الأسر كان لديها معيلات من الإناث دون وجود شريك، وكانت نسبة 39.7% من غير العائلات. تألفت نسبة 34.5% من أصل جميع الأسر من أفراد ونسبة 16.0% كانوا يعيش معهم شخص وحيد يبلغ من العمر 65 عاماً فما فوق. وبلغ متوسط حجم الأسرة المعيشية 2.95، أما متوسط حجم العائلات فبلغ 2.33.
بلغ العمر الوسطي للسكان 34 عاماً. وكانت نسبة 28.4% من القاطنين تحت سن الثامنة عشر، وكانت نسبة 8.7% بين الثامنة عشر والأربعة وعشرون عاماً، ونسبة 29.0% كانت واقعةً في الفئة العمرية ما بين الخامسة والعشرون حتى والأربعة وأربعون عاماً، ونسبة 19.8% كانت ما بين الخامسة والأربعون حتى الرابعة والستون، ونسبة 14.2% كانت ضمن فئة الخامسة والستون عاماً فما فوق. يوجد لكل 100 أنثى 82.6 ذكر، ويوجد لكل 100 أنثى في الثامنة عشر من عمرها فما فوق 71.9 ذكر.
بلغ متوسط دخل الأسرة في المدينة 29,338 دولار، أما متوسط دخل العائلة فبلغ 37,313 دولار. وكان متوسط دخل الذكور 29,167 دولار مقابل 21,375 دولار للإناث. وسجل دخل الفرد الخاص بالمدينة 15,537 دولار. وكانت نسبة 12.5% من العائلات ونسبة 12.4% من السكان تحت خط الفقر، وكان من هؤلاء نسبة 17.8% تحت سن الثامنة عشر ونسبة 11.6% في الخامسة والستين من العمر وما فوق.

### تعداد عام 2010
بلغ عدد سكان هينكلي 1,800 نسمة بحسب تعداد عام 2010، وبلغ عدد الأسر 736 أسرة وعدد العائلات 409 عائلة مقيمة في المدينة. في حين سجلت الكثافة السكانية 476.2 نسمة لكل ميل مربع (183.9/كم2). وبلغ عدد الوحدات السكنية 785 وحدة بمتوسط كثافة قدره 207.7 لكل ميل مربع (80.2/كم2).
وتوزع التركيب العرقي للمدينة بنسبة 82.4% من البيض و 10.3% من الأمريكيين الأصليين و 0.8% من الأمريكيين ذوي الأصول الآسيوية و 1.1% من الأمريكيين الأفارقة و 5.1% من عرقين مختلطين أو أكثر.
بلغ عدد الأسر 736 أسرة كانت نسبة 33.4% منها لديها أطفال تحت سن الثامنة عشر تعيش معهم، وبلغت نسبة الأزواج القاطنين مع بعضهم البعض 31.0% من أصل المجموع الكلي للأسر، ونسبة 17.0% من الأسر كان لديها معيلات من الإناث دون وجود شريك، بينما كانت نسبة 7.6% من الأسر لديها معيلون من الذكور دون وجود شريكة وكانت نسبة 44.4% من غير العائلات. تألفت نسبة 35.1% من أصل جميع الأسر من أفراد ونسبة 19.2% كانوا يعيش معهم شخص وحيد يبلغ من العمر 65 عاماً فما فوق. وبلغ متوسط حجم الأسرة المعيشية 3.05، أما متوسط حجم العائلات فبلغ 2.44.
بلغ العمر الوسطي للسكان 32.5 عاماً. وكانت نسبة 28.4% من القاطنين تحت سن الثامنة عشر، وكانت نسبة 9.5% بين الثامنة عشر والأربعة وعشرون عاماً، ونسبة 26.3% كانت واقعةً في الفئة العمرية ما بين الخامسة والعشرون حتى والأربعة وأربعون عاماً، ونسبة 21.4% كانت ما بين الخامسة والأربعون حتى الرابعة والستون، ونسبة 14.5% كانت ضمن فئة الخامسة والستون عاماً فما فوق. وتوزع التركيب الجنسي للسكان بنسبة 48.5% ذكور و51.5% إناث.

## وصلات خارجية
- www.hinckley.govoffice2.com
- The US50 - Cities and Towns in Minnesota State